# 山下武 (教育学者)
山下 武（やました たけし、1930年 - ）は、日本の教育学者。早稲田大学名誉教授、文学博士（早稲田大学）。専門は日本教育史。とくに江戸時代の藩校、庶民教化政策などについて研究。とくに新発田藩、加賀藩の教育政策に関する研究が有名。
門下に内山宗昭（工学院大学教授）、打越孝明（明治神宮国際神道文化研究所主任研究員）、菱田隆昭（和洋女子大学教授）らがいる。

## 略歴
- 開成高等学校卒業
- 1953年　早稲田大学教育学部卒業。尾形裕康に師事
- 1959年　早稲田大学教育学部講師
- 1964年　早稲田大学教育学部助教授
- 1970年　早稲田大学教育学部教授
- 早稲田大学大学院文学研究科委員、上智大学大学院文学研究科委員
- 2001年　早稲田大学名誉教授

## 著書
- 『江戸時代庶民教化政策の研究』　校倉書房、1969年
- 『現代教育への視座』　八千代出版、1994年
- 『講和後における我が国教育改革の研究』（共著）　大空社、1984年